# Costache Aristia
Costache Aristia (ur. 1800 w Bukareszcie, zm. 18 kwietnia 1880 tamże) – rumuński tłumacz, pisarz i aktor teatralny greckiego pochodzenia.

## Życiorys
Uczył się w greckiej szkole w Bukareszcie, od 1817 występował w teatrze Czerwona Studnia księżniczki Ralu, córki hospodara J. Caragea. Grał m.in. w Skąpcu Moliera i Śmierci Cezara Woltera. Był związany z ruchem Eteria, działał na rzecz niepodległości Grecji, w 1821 brał udział w wojnie o niepodległość Grecji. Po wkroczeniu tureckiej armii do kraju udał się do Paryża, gdzie się kształcił. Po wojnie rosyjsko-tureckiej wrócił do kraju i został wykładowcą języka francuskiego i greckiego. Przetłumaczył na rumuński Biblię, a także Iliadę Homera, dzieła Plutarcha i sztuki Alfieriego. W 1833 wraz z innymi intelektualistami zaangażowanymi w ruch rewolucyjny założył pierwszą teatralną szkołę dramatyczną w Rumunii, kształcił pierwsze pokolenie zawodowych rumuńskich aktorów. Brał udział w rewolucji 1848, został mianowany dowódcą Gwardii Narodowej w Muntenii, został aresztowany przez Turków, jednak udało mu się uciec do Francji, skąd wrócił w 1854. Po powrocie został bibliotekarzem, a w 1863 ponownie nauczycielem. W późnym wieku stracił wzrok. Zmarł w Bukareszcie.